# 1894 في فرنسا
فيما يلي قوائم الأحداث التي وقعت خلال عام 1894 في فرنسا.

## سياسة

### تعيين في المنصب
- 25 يونيو – شارل دوبوي رئيس فرنسا.
- 27 يونيو – جان كازيمير بيرييه رئيس فرنسا.

### انتهاء فترة المنصب
- 25 يونيو – سعدي كارنو رئيس فرنسا.
- 27 يونيو – شارل دوبوي رئيس فرنسا.

## ظهور
- 1 يناير – مواجهة العلم رواية من تأليف جول فيرن.

## كتب
من الكتب التي صدرت هذه السنة في فرنسا:
- 1 يناير – مغامرة غريبة للسيد انتيفير من تأليف جول فيرن.

## مواليد

### يناير
- 3 يناير – أوقست برونر ثيولوجي ألماني.
- 8 يناير – جواشون مستشرقة فرنسية.
- 12 يناير – جورج كاربنتر
- 18 يناير – رومان بيلينجيه دراج فرنسي.

### مارس
- 18 مارس – رامون فرناندز

### أبريل
- 20 أبريل – جوزيف دلتيل شاعر فرنسي.

### مايو
- 27 مايو – لويس-فرديناند سيلين كاتب فرنسي.

### سبتمبر
- 3 سبتمبر – اندري ايبيتارن رسام فرنسي.
- 15 سبتمبر – جان رينوار

### أكتوبر
- 28 أكتوبر – جان روجيسار كاتب فرنسي.

## وفيات

### يناير
- 1 يناير – غستاف دوكا (مواليد 1824)

### فبراير
- 3 فبراير – إدموند فريمي (مواليد 1814) كيميائي فرنسي.
- 21 فبراير – غوستاف كاييبوت (مواليد 1848) رسام فرنسي.

### يونيو
- 25 يونيو – سعدي كارنو (مواليد 1837)

### يوليو
- 5 يوليو – أوستن هنري لايارد (مواليد 1817) سياسي بريطاني.

### أغسطس
- 19 أغسطس – إيميل ماسكري (مواليد 1843)

### سبتمبر
- 8 سبتمبر – الأمير فيليب، كونت باريس (مواليد 1838)
- 13 سبتمبر – إيمانويل شابرييه (مواليد 1841)

### ديسمبر
- 7 ديسمبر – فرديناند دي لسبس (مواليد 1805) مهندس فرنسي.